# Isles-sur-Suippe
Isles-sur-Suippe is een gemeente in het Franse departement Marne (regio Grand Est) en telt 661 inwoners (1999). De plaats maakt deel uit van het arrondissement Reims.

## Geografie
De oppervlakte van Isles-sur-Suippe bedraagt 12,5 km², de bevolkingsdichtheid is 52,9 inwoners per km².
De onderstaande kaart toont de ligging van Isles-sur-Suippe met de belangrijkste infrastructuur en aangrenzende gemeenten.

## Demografie
Onderstaande figuur toont het verloop van het inwonertal (bron: INSEE-tellingen).